# 金江壁虎
金江壁虎（学名：Gekko jinjiangensis）一种分布于中国西南地区金沙江干热河谷地带的壁虎，是目前已知世界上分布海拔最高的壁虎属物种（2000～2476m）。其种加词“jinjiangensis”意为“金沙江的”。

## 形态特征
金江壁虎个体较小，头体长50.2～61.6毫米；鼻孔与吻鳞相接；指、趾间无蹼。体背面呈浅灰色，从枕部至尾基部具8～9条灰褐色宽而不规则的W形斑块；四肢的背表面为肉红色，散布很小、很淡的不规则斑点；尾部背面为灰色，有单一的暗带，再生尾为黄棕色无带。腹部皮肤乳黄色，尾部和再生尾腹面为乳白色。

## 发现
2019至2020年，中华人民共和国生态环境部委托中国环境科学研究院组织开展了横断山南优先区域生物两栖和爬行类调查项目。在调查期间，于四川省巴塘县、得荣县及云南省德钦县等地发现该壁虎。